# ديريك أنغوس
ديريك أنغوس (بالإنجليزية: Derek Angus)‏ هو سياسي نيوزلندي، ولد في 1938. انتخب عضو مجلس النواب النيوزيلندي.